# 1223 Neckar
1223 Neckar је астероид главног астероидног појаса са средњом удаљеношћу од Сунца која износи 2,868 астрономских јединица (АЈ).
Апсолутна магнитуда астероида је 10,58 а геометријски албедо 0,308.